# イナゴヒメドリ
イナゴヒメドリ （学名：Ammodramus savannarum）は、スズメ目ホオジロ科に分類される鳥類の一種。